# Laurice Cristina Félix
Laurice Cristina Félix (São Paulo, 28 de mayo de 1981) es una atleta brasileña especialista en las disciplinas triple salto y salto de longitud.
A nivel iberoamericano ha ganado la medalla de plata en el triple salto del XIII Campeonato Iberoamericano de Atletismo de 2008 realizado en Iquique, Chile. Por otro lado, ha participado en el Campeonato Sudamericano de Atletismo junior donde recibió la medalla de oro en la misma disciplina.
Adicionalmente ha representado a su país en diversas competencias internacionales, entre ellas varias competencias asociadas al Gran Premio Sudamericano y los Juegos Panamericanos juveniles.